# Omar Espinosa
Omar Espinosa é um guitarrista e produtor Americano. Ele foi o guitarrista da banda LoveHateHero entre 2003 e 2004. Também foi o guitarrista da formação original do Escape the Fate, a partir de 2004 até final de 2007. Espinosa também foi guitarrista da banda Perfect Like Me.

## História
Em 2003, Omar Espinosa entrou como guitarrista na banda de rock LoveHateHero. Ele saiu no ano seguinte para se juntar ao Escape the Fate, mas no final de 2007, Espinosa saiu da banda por questões pessoais. Espinosa mais tarde, se juntou a Perfect Like Me em 2008, onde esteve até 2010 quando teve que sair para se concentrar em sua família. Em janeiro de 2012 voltou Perfect Like Me, mas saiu novamente no final de abril.

## Discografia
com Escape the Fate
- Escape the Fate EP (2005)
- There's No Sympathy for the Dead (2006)
- Dying Is Your Latest Fashion (2006)
- Situations (2007)

com Perfect Like Me
- She's Poison (2010)